# ألكسندريا فيلاسينيور
ألكسندريا فيلاسينيور (بالإنجليزية:  Alexandria Villaseñor)‏ (من مواليد 18 أيار 2005) هي ناشطة مناخ أمريكية تعيش في نيويورك. أحد أتباع حركة الجمعة من أجل المستقبل وزميلتها الناشطة المناخية غريتا ثونبرج، فيلاسينور هي أحد مؤسسي إضراب المناخ للشباب الأمريكي ومؤسسة مجموعة ثورة الأرض.

## السيرة الذاتية
ولدت فيلاسينيورعام 2005 في ديفيس، كاليفورنيا، وترعرعت هناك.   انتقلت العائلة من شمال كاليفورنيا إلى نيويورك خلال عام 2018. فيلاسينور أمريكية لاتينية، هدفها هو أن تعمل يومًا ما في الأمم المتحدة.

## النشاط
اندلعت معركة فيلاسينيور من أجل العمل المناخي عندما علقت في سحابة دخان من حريق مخيم نوفمبر 2018 في كاليفورنيا خلال زيارة عائلية. نظرًا لكونها مصابة بالربو، فقد أصيبت بمرض جسدي، وخلال هذه الفترة أجرت أبحاثًا حول تغير المناخ وارتفاع درجة الحرارة مما ساهم في شدة الحريق. التحقت والدتها كريستين هوغ ببرنامج الماجستير في المناخ والمجتمع بجامعة كولومبيا وكانت فيلاسينور تحضر الفصل الدراسي مع والدتها من حين لآخر، حيث تعلمت عن العلوم الأساسية لتغير المناخ. بعد ذلك بوقت قصير، انضمت إلى فرع نيويورك في ساعة الصفر، وهي مجموعة من الشباب الأمريكيين الناشطين في مجال المناخ.
اتخذت فيلاسينور إجراءات مناخية مماثلة لتلك التي اتخذتها ثونبرج، التي ألهمتها بمحادثتها في 4 ديسمبر 2018 في مؤتمر الأمم المتحدة لتغير المناخ (COP24) في كاتوفيتشي، بولندا. منذ 14 ديسمبر 2018 (بينما كان COP24 لا يزال منعقداً)  أصبحت تتغيب عن المدرسة كل يوم جمعة للاحتجاج على نقص العمل المناخي أمام مقر الأمم المتحدة في نيويورك.  لم تعد تشارك في مجموعة إضراب الشباب من أجل المناخ في الولايات المتحدة  وأسست مجموعة التعليم في مجال التغير المناخي ثورة الأرض.
في مايو 2019، حصلت فيلاسينيور على جائزة من جوائز تريبيكا للابتكار المزعزع، وحصلت على منحة من منظمة المناصرة العامة للصالح العام   وحصلت على جائزة القيادة المناخية للشباب من شبكة يوم الأرض.
عندما وصلت ثونبرج إلى مدينة نيويورك من رحلتها بالمراكب الشراعية عبر المحيط الأطلسي في أغسطس 2019، استقبلت فيلاسينيور وغيرها من نشطاء المناخ ثونبرغ عند وصولها. بحلول ذلك الوقت ، كانوا قد أقاموا بالفعل اتصالًا مع بعضهم البعض عبر وسائل التواصل الاجتماعي. 
في 23 أيلول 2019، قدمت فيلاسينيور، إلى جانب 15 ناشطًا شابًا آخر بما في ذلك ثونبرج وكاتارينا لورينزو وكارل سميث، شكوى قانونية إلى الأمم المتحدة متهمين خمس دول وهي فرنسا وألمانيا والبرازيل والأرجنتين وتركيا بالفشل في لدعم أهداف التخفيض التي التزموا بها في تعهدات اتفاق باريس.  
في منتصف تشرين الأول 2019، حضرت قمة C40 العالمية لرؤساء البلديات في كوبنهاغن، الدنمارك.
في منتصف كانون الثاني 2020 ، حضرت المنتدى الاقتصادي العالمي كمتحدثة شبابية ثم شاركت في إضراب المدرسة من أجل المناخ في دافوس بسويسرا جنبًا إلى جنب مع غريتا تونبرج في 24 يناير 2020.
في 19 آب 2020 ، خاطبت ألكسندريا المؤتمر الوطني الديمقراطي كجزء من فقرة حول تغير المناخ.
في 1 كانون الأول 2020، تم اختيارها من قبل مجلة سبعة عشر كأحد أصواتهم لعام 2020.

## روابط خارجية
- Alexandria Villaseñor على تويتر.
- [https://www.instagram.com/alexandriav2005/ Alexandria Villaseñor

] على إنستغرام